# لیبیشیتسه (ناحیه لوونی)
لیبیشیتسه (به چکی: Liběšice) یک منطقهٔ مسکونی در جمهوری چک است که در ناحیه لوونی واقع شده‌است. لیبیشیتسه ۲۵٫۸۸ کیلومتر مربع مساحت و ۶۸۰ نفر جمعیت دارد و ۲۳۷ متر بالاتر از سطح دریا واقع شده‌است.